# Tici Flavi Ticià
Tici Flavi Titià (en llatí: Titius Flavius Titianus) va ser governador de la Tarraconense entre el 199 i el 202 o del 205 al 208.